# Kungs-Husby landskommun
Kungs-Husby landskommun var en tidigare kommun i Uppsala län.

## Administrativ historik
Kommunen inrättades i Kungs-Husby socken i Trögds härad i Uppland när 1862 års kommunalförordningar trädde i kraft 1863.
År 1943 utökades den genom att en del av den då upplösta Arnö landskommun fördes till Kungs-Husby.
Vid kommunreformen 1952 gick den upp i Södra Trögds landskommun, som 1971 uppgick i Enköpings kommun. 